# 中山宏子
中山 宏子（生年月日不明）は、かつて劇団「WAHAHA本舗」に所属していた女優。
1984年の第2回公演『福祉』からWAHAHA本舗に参加。1991年の第15回公演『シェイクスピアだよ!全員集合!』を以て俳優業を休業した。主なテレビ番組出演は「冗談画報」（フジテレビ）、「河田町プッツン意思表示」（フジテレビ）など。当時同劇団員のなんきんと婚姻関係があった。主なビデオ出演は「竹中直人の放送禁止テレビ」。